# Heavy Petting Zoo
Why do we want what we don't need?»
(NOFX - Philty Phil Philantropist - Heavy Petting Zoo)
Heavy Petting Zoo è il sesto album studio della band punk rock californiana NOFX, pubblicato il 30 gennaio 1996 dalla casa discografica indipendente Epitaph Records.

## Il disco
Il disco è stato registrato al Razor's Edge Studio Di San Francisco. Tra le varie particolarità di questo album (oltre alla copertina a sfondo semi-pornografico che ha causato notevoli problemi sia alla band dal punto di vista promozionale che ai rivenditori) c'è il brano Liza che continua la storia delle due ragazze lesbiche iniziata col brano Liza and Louise contenuta nell'album White Trash, Two Heebs and a Bean e che a sua volta proseguirà con la traccia Louise contenuta nel disco Pump Up the Valuum. Nel brano autobiografico Theme from a NOFX album, sempre contenuto in Pump Up the Valuum, lo stesso cantante e bassista Fat Mike (scrittore di quasi tutti i testi e le musiche) ammetterà la sua ossessione per l'omosessualità femminile.
Tutte le canzoni sono state scritte da Fat Mike.
La versione su CD e quella su vinile, comunque, sono piuttosto diverse l'una dall'altra: il vinile si chiama Eating Lamb, che significa, all'incirca, Leccarla ad una pecora, e la copertina rappresenta per l'appunto un uomo ed una pecora in atteggiamenti sessuali nella posizione del 69. Il CD, invece, si chiama Heavy Petting Zoo e la copertina ritrae un uomo che masturba una pecora. La versione su vinile, a causa della rappresentazione in copertina, ritenuta pornografica, in alcuni paesi fu ritirata e ne fu vietata la vendita.
La versione in vinile, ad ogni modo, è fuori stampa da tempo, e ne esiste un test pressing di cui se ne conoscono circa sei copie. La versione su CD, invece, è ancora disponibile, e se ne conoscono alcune copie promozionali il cui disegno sull'etichetta è parzialmente diverso da quello del CD originale. Anche la versione su musicassetta, infine, è fuori stampa, e si è a conoscenza sia di un bootleg che circola in Indonesia, sia di alcune copie promozionali distribuite in Europa dalla Epitaph Records.

## Tracce
1. Hobophobic (Scared of Bums) - 0:48
2. Philthy Phil Philanthropist - 3:10
3. Freedom Lika Shopping Cart - 3:43
4. Bleeding Heart Disease - 3:36
5. Hot Dog in a Hallway - 2:50
6. Release the Hostages - 2:29
7. Liza - 2:55
8. What's the Matter with Kids Today? - 1:13
9. Love Story - 2:37
10. The Black and White - 3:36
11. Whatever Didi Wants - 3:00
12. August 8th - 1:35
13. Drop the World - 3:22

## Formazione
- Fat Mike - basso e voce
- El Hefe - chitarra e voce
- Eric Melvin - chitarra
- Erik Sandin - batteria